# Cascoplecia insolitis
Cascoplecia insolitis  (лат.) — вымерший вид длинноусых двукрылых из монотипичного рода Cascoplecia (Sciaroidea), единственного в составе семейства Cascopleciidae. Бирманский меловой янтарь возрастом около 100 млн лет (юго-восточная Азия, Мьянма, Hukawng Valley, юго-западнее от Maingkhwan, штат Качин на севере страны; 26° 20'N, 96° 36'E). Мелкие комарики (длина крыла 3,2 мм) коричневого цвета. Усики 13-члениковые (с 12 флагелломерами) длиной 900 мкм; три оцеллия приподняты на специальном рогоподобном головном выступе высотой около 200 мкм (при длине головы 350 мкм). Голова и ротовые части редуцированы, кроме хорошо развитых нижнегубных щупиков с вытянутыми терминальными пальпомерами; 5 члениковые максиллярные щупики длиннее усиков. Бёдра длинные; все голени несут апикальные шпоры. Жилка R2 + 3 длиннее жилки Rs; R4 + 5 вдвое длиннее жилки Rs; bRs длиннее dRs.Пыльца растений, ассоциированная с голенными шпорами, предположительно говорит о том, что представители Cascoplecia посещали цветы и, возможно, были опылителями цветковых в лесах на территории современной Мьянмы, в которых образовался Бирманский янтарь.